# The Sign (álbum de Ace of Base)

The Sign es el álbum debut del grupo de pop sueco Ace of Base, lanzado en América del Norte y algunos países de América Latina por Arista Records. The Sign contiene canciones del álbum debut de Ace of Base, Happy Nation (1992) y las nuevas canciones "Don't Turn Around", "The Sign" y "Living in Danger", así como versiones revisadas de "Voulez-Vous Danser" y "Waiting for Magic".

## Antecedentes
The Sign fue lanzado a principios de 1993 en Europa, África y América Latina en el Festival Mushroom Records bajo el nombre de Happy Nation. Este álbum llegó a la posición número uno al menos en 14 países, y ha vendido más de 23 millones de copias en todo el mundo.
Hubo un segundo lanzamiento en Europa, Happy Nation - Versión EE.UU., debutó el 25 de septiembre de 1993, para coincidir con el lanzamiento del álbum The Sign en América del Norte. The Sign fue lanzado en Norteamérica el 23 de noviembre de 1993, con cuatro nuevas canciones.
Varias canciones del álbum, incluyendo "The Sign", "All That She Wants" y "Don't Turn Around", fueron singles Nº 1 en los Estados Unidos y en toda Europa y África del Norte.
The Sign figura entre los Top 100 álbumes más vendidos de todos los tiempos por la Asociación de Industria Discográfica de Estados Unidos (RIAA).

## Lista de canciones
1. "All That She Wants" (Jonas "Joker" Berggren; Ulf "Buddha" Ekberg) - 3:33
2. "Don't Turn Around" (Albert Hammond, Diane Warren) - 3:51
3. "Young and Proud" (Jonas "Joker" Berggren; Ulf "Buddha" Ekberg) - 3:57
4. "The Sign" (Jonas "Joker" Berggren) - 3:12
5. "Living in Danger" - 3:45
6. "Dancer in a Daydream" - 3:41
7. "Wheel of Fortune" - 3:55
8. "Waiting for Magic" (Total Remix 7") - 3:54
9. "Happy Nation" - 4:15
10. "Voulez-Vous Danser (Alternate Version)" - 3:21
11. "My Mind" (Mindless Mix) - 4:13
12. "All That She Wants" (Banghra Version) - 4:16